# Ladies’ Code
Ladies' Code (кор. 레이디스 코드; читается как лэйдис код) — южнокорейская гёрл-группа, сформированная в 2013 году лейблом Polaris Entertainment.  При создании группа состояла из пяти участниц: Эшли, РиСэ, ЫнБи, СоДжон и Джуни. Группа дебютировала 7 марта 2013 года на M! CountDown с треком «Bad girl», заглавной композицией первого альбома Code#1. 3 сентября 2014 года по дороге в Сеул Ladies' Code попали в автомобильную катастрофу, унёсшую жизни ЫнБи и РиСэ. В составе трёх человек группа вернулась на сцену 23 февраля 2016 года с мини-альбомом Myst3ry.

## История группы

### До дебюта
Практически все участницы до формирования группы имели опыт в развлекательной индустрии.
Рисэ участвовала в конкурсе Мисс Япония в 2008 году, через год после своей сестры, Квон Риэ. Наибольшую популярность в Корее она приобрела после участия в шоу талантов Star Audition: The Great Birth, где ей удалось войти в число 12 лидеров проекта. Вместе со своим соперником, Дэвидом О, после окончания шоу Рисэ снималась в популярной корейской передаче We Got Married в 2011 году.
Соджон прославилась участием в музыкальном шоу The Voice of Korea, где заняла по итогам конкурса одно из лидирующих мест. Ынби являлась сводной сестрой ведущего канала SBS Ким Сонджуна, а Эшли была одной из самых известных кавер-исполнительниц, имеющей собственный канал на YouTube под именем «ashleych0i».

### 2012-2013:«Bad Girl»и«Pretty pretty»
Свой первый альбом Ladies' Code группа начала создавать в 2012 году. 20 февраля 2013 года Соджон объявила о том, что собирается присоединиться к новой женской группе под лейблом Polaris Entertainment, менее, чем за месяц до дебюта. Участниц группы представляли через тизер-видео:
- видео с Рисэ вышло первым, 25 февраля 2013 года,
- затем Соджон — 26 февраля,
- Ынби — 27 февраля,
- Джуни — 28 февраля
- и лидер группы, Эшли, была представлена в видео-тизере 1 марта.

4 марта 2013 года вышел тизер к первому клипу Ladies' Code.
Первый альбом Code#1 и заглавный трек «Bad girl» вышли 7 марта 2013 года, и за сутки набрали хорошие позиции в популярных онлайн-чартах, включая Mnet, Daum, а также высшая на тот момент 34 строчка была достигнута и в Gaon Digital Chart. Первое выступление Ladies' Code дали в тот же день, на шоу M! Countdown. С этого момента начался первый промоушен, закончившийся 21 апреля 2013 года на шоу Inkigayo.
6 августа 2013 года был выпущен их первый цифровой сингл «I Hate You» в качестве пре-релиза их 2 мини-альбома. Первоначальная дата выпуска альбома планировалась на 25 июля, но Джуни повредила ногу, поэтому было решено перенести камбэк на август. Однако несмотря на небольшие неудачи, песня заняла высокие позиции в чартах реального времени, первую позицию на Bugs Music и попала в топ-10 других музыкальных чартов.
21 августа 2013 года Ladies' Code сообщили о выпуске своего 2 мини-альбома, Code#2 Pretty Pretty, который вышел 5 сентября 2013 года.

### 2014:«So Wonderful» и «Kiss Kiss»
4 февраля 2014 года Polaris Entertainment объявило, что группа вернётся с их вторым цифровым синглом «So wonderful». Первый видео-тизер с Рисэ, закутанной в прозрачную пластиковую упаковку, был выпущен 6 февраля. Следом, 10 февраля, был выпущен второй видео-тизер. Продюсером песни выступил Super Changddai, работающий с группой с самого их дебюта. Песня и клип вышли 13 февраля, и в этот же день Ladies' Code выступили с ней на M! Countdown.
31 июля 2014 года группа представила тизер-фото к их новому синглу «Kiss Kiss». На следующий день был выложен видео-тизер с Джуни. 5 августа 2014 года вышел 2 видео-тизер, в котором все мемберы группы воссоздавали сцены поцелуев, как в сказке про «Короля-лягушонка». 6 августа был выпущен клип, а следом, 7 августа, — сам сингл. Помимо этого агентство выпустило лимитированный CD с «Kiss Kiss». На следующий день группа начала промоушен на KBS’s Music Bank.
1 сентября 2014 года Эшли сообщила, что группа готовится к своему новому альбому, однако неизвестно — был ли это полноформатный или мини-альбом.

#### Авария
3 сентября 2014 года, около 1:30 по корейскому времени, возвращаясь в Сеул с записи KBS «Open Concert» в DGIST (тем самым завершая свой промоушен с «Kiss Kiss»), группа попала в аварию. Менеджер группы, Пак, был за рулём фургона. Он вёл со скоростью 137 км/ч на дороге с ограничением в 100 км/ч, тем самым превышая скорость более чем на 30 км. Из-за непрекращающегося дождя дорога стала скользкой, поэтому Пак потерял управление автомобилем, в результате чего фургон несколько раз занесло, и он врезался в ограждение.
Ынби погибла на месте, а остальные пассажирки были доставлены в разные больницы. Рисэ и Соджон, получившие наиболее опасные повреждения, в критическом состоянии были доставлены в Католический университет Кореи в Сувоне. Состояние Рисэ резко ухудшилось, и её перевезли в госпиталь Университета Аджу, где через четыре дня, 7 сентября, в 10:10 по корейскому времени, не приходя в сознание, она скончалась.
Состояние Соджон стабилизировалось. Эшли, Джуни, Пак и стилистка получили незначительные травмы. 29 октября Джуни и Эшли были выписаны из больницы и восстанавливались дома, тогда как Соджон перевезли в больницу в её родном городе, Вонджу. 12 ноября они вернулись в общежитие, но Соджон ещё нужно было проходить амбулаторное лечение.
Исследование, проведенное Национальным институтом научных исследований, доказало, что причиной аварии стало превышение скорости, после чего отлетело заднее колесо автомобиля, и он врезался в ограждение. Стало известно, что в момент удара не сработала ни одна подушка безопасности. Кроме того, по сообщениям очевидиц, после столкновения с ограждением фургон ещё несколько раз перевернулся. Санитарщик скорой помощи так же сообщил, что ему не пришлось расстёгивать ремни безопасности, когда он вытаскивал людей из автомобиля.
Потрясённые смертями Рисэ и Ынби поклонницы начали выкладывать в социальных сетях просьбы поднять в чартах песню «I’m Fine Thank You», написанную самой Ынби, тем самым исполняя мечту артистки. В конечном итоге, песня заняла первые места на Melon, Bugs, Genie, Monkey3 и Olleh. Самая высокая позиция, 3 место на Gaon Singles Chart, сделала эту песню единственной из всех их песен, которая достигла таких высот. «I’m Fine Thank You» и «Kiss Kiss» заняли 6 и 21 место в Billboard World Digital Songs чарте.
14 сентября на KBS в дань памяти Рисэ и Ынби транслировалось последнее выступление группы в составе 5 человек. 15 сентября Polaris Entertainment выложили клип на песню «I’m Fine Thank You», содержавший в себе сцены закадровых съёмок, в честь погибших женщин.
12 ноября 2014 года Пак был арестован и обвинён в превышении скорости, что привело к несчастному случаю и смерти двух человек, в соответствии с Законом о специальных случаях, и был приговорен к году и двум месяцам тюрьмы. 25 марта он подал апелляцию, чтоб уменьшить наказание. 8 апреля он добился соглашения с семьями погибших. 15 апреля сообщилось, что апелляционный процесс закончился в пользу Пака. Он получил 2 года испытательного срока, в течение которого он должен был примерно себя вести, иначе бы получил год и два месяца лишения свободы. Так же он получил 160 часов общественных работ и 40 часов уроков законопослушного вождения.
26 апреля 2015 года было сообщено, что Джуни, Эшли и Соджон возобновили свои расписания, всё ещё получая некоторое лечение.

### 2015-2016: Возвращение в качестве трио, альбомыMyst3ryиStrang3r
28 мая 2015 года Polaris Entertainment объявило о проведении мемориального концерта в честь Рисэ и Ынби 22 августа в Shinagawa Stellar-ball в Токио, так как Рисэ мечтала, что когда-нибудь их группа однажды выступит в её родной стране. В концерте приняли участие такие артистки Polaris, как Ким Бумсу и группа Rumble Fish. Соджон, Джуни и Эшли впервые после аварии выступили с песней «I’ll Smile Even If It Hurts». Так же известно, что Соджон принимала участие в создании этой песни.
3 сентября 2015 года артистки Polaris выпустили кавер на песню «I’m Fine Thank You» в память о Рисэ и Ынби. Представительница агентства сообщила, что все доходы от песни будут направлены на благотворительность. 7 сентября 2015 года, в первую годовщину со дня смерти Рисэ, участницы Ladies' Code выпустили цифровой сингл «I’ll Smile Even If It Hurts».

23 января 2016 года стало известно, что Ladies' Code готовятся к их первому камбеку в составе трёх человек. Конец февраля был выбран предварительной датой, и, между тем, Polaris Entertainment заявило, что нет никаких планов на добавление новых участниц в группу. 15 февраля 2016 года начали выходить тизеры к первому сингл-альбому трио под названием Mist3ry. 24 февраля 2016 года альбом и его заглавная песня «Galaxy» были официально выпущены. На шоукейсе по случаю возвращения женщины рассказали о своем продвижении без Рисэ и Ынби и о том, что фанаты — главная причина, почему они рискнули снова выйти на сцену. 
«До сих пор трудно поверить, что их нет рядом с нами. Решение вернуться далось нам очень тяжело. Когда мы уже хотели было опустить руки, мы вдруг осознали, как сильно нас поддерживают наши фанаты. Только это помогло нам собраться с силами и сделать это возвращение возможным». (Эшли о возвращении Ladies' Code)Мы будем стараться изо всех сил как трио, чтоб компенсировать отсутствие Ынби и Рисэ. (Джуни о возвращении Ladies' Code)
15 октября 2016 года вышла вторая часть альбом с заглавным треком «The Rain», демонстрирующий живой и тот же таинственный стиль Ladies' Code, показанный в предыдущей части. Во время промоушена и позже девушки в интервью описывали продвижение STRANG3R как весёлое и ненапряжённое время, заявляя о том, что Ladies' Code оправились после злополучных событий и готовы к активной групповой деятельности.

### 2017-2020: Сольная деятельность, синглы «The Last Holiday», «Feedback» и перерыв
4 мая 2017 года Соджон выпустила сольную песню под названием «Better than Me», а затем выпустила еще один сольный сингл «Stay Here» 8 марта 2018 года. Эшли дебютировала сольно 17 июля 2018 года с синглом «Here We Are».
12 декабря группа выпустила рождественский сингл «The Last Holiday», сделав его своим первым релизом за два года в качестве группы. В мае 2019 года Ladies 'Code выпустили сингл под названием «Feedback».
10 октября 2019 года Ladies 'Code выпустили свой четвертый альбом Code # 03 Set Me Free с заглавным синглом «Set Me Free», третий из серии "Code". Альбом был выпущен через шесть лет после Code # 02 Pretty Pretty.
17 февраля 2020 года группа покинула Polaris Entertainment после истечения срока действия их контрактов с лейблом. В настоящее время группа находится на неопределенном перерыве, и ее участницы занимаются сольной карьерой.

## Сотрудничество
Ladies' Code подписали свой первый контракт с Пепси Корея в августе 2013 в качестве моделей для 'Open Your Pepsi Now'. В январе 2014 группа совместно с Nexon продвигала зимнее обновление MMORPG Mabinogi Heroes.

## Творчество

### Музыкальный стиль
С самого дебюта Ladies' Code выступали преимущественно в стиле поп с некоторым ретро звучанием. Журнал Billboard отметил, что группа сочетает в себе современный электро-поп, классические элементы и мощнейший вокал. Дебютный сингл «Bad Girl» был описан как вдохновлённый джазом трек, сопровождённый твёрдым вокалом. Их следующий трек — «Hate You» — был отмечен как отклонение от привычного стиля, возвращение к песне со средним темпом (не быстрым, не медленным), сопровождающийся духовыми инструментами и акустической гитарой.
Последующие же релизы сохраняют прежний стиль звучания.

## Дискография
- Code#01 Bad Girl (2013)
- Code#02 Pretty Pretty (2013)
- Strang3r (2016)
- Code#03 Set Me Free (2019)

## Фильмография

### Реалити-шоу
| Год  | Название                    |
| ---- | --------------------------- |
| 2013 | The Reality of Ladies' Code |